# Marcus Vettulenus Civica Barbarus
Marcus Vettulenus (auch Vetulenus) Civica Barbarus war ein römischer Politiker und Senator. In den Militärdiplomen wird sein Name als Marcus Civica Barbarus angegeben.
Barbarus stammte aus Italien, vermutlich aus Sabinium, einer Landschaft zwischen Rom und Terni. Sein Vater war Sextus Vettulenus Civica Cerialis, der im Jahr 106 Konsul war. Seine Mutter Plautia stammte aus Faventia und war vor ihrer Ehe mit Civica Cerialis mit Lucius Ceionius Commodus, Konsul 106, und Gaius Avidius Nigrinus, Suffektkonsul 110, verheiratet. Aus der Ehe mit Commodus hatte sie einen Sohn, den späteren Lucius Aelius Caesar, der damit Halbbruder des Barbarus war.
Barbarus war Triumvir monetalis, Quästor und Prätor. Durch Militärdiplome, die auf den 8. Februar 157 datiert sind, ist belegt, dass er 157 zusammen mit Marcus Metilius Regulus ordentlicher Konsul war. Er begleitete 164 Annia Lucilla zur Hochzeit mit Lucius Verus in den Orient, wo er als comes längere Zeit verblieb, ohne sich allerdings am Partherkrieg aktiv zu beteiligen. Barbarus war mit Herodes Atticus befreundet.